# Shira (prénom)
Pour les articles homonymes, voir Shira.
Shira ((he)  שירה) est un prénom féminin hébraïque signifiant poésie, chant ou musique. Le prénom est le deuxième prénom féminin le plus populaire d'Israël en 2012.
Shira est un prénom notamment porté par :
- Shira Arad (en) (née en 1972), monteuse de films isaraélienne
- Shira Geffen (née en 1971), actrice et réalisatrice israélienne
- Shira Haas (née en 1995), actrice israélienne
- Shira Kammen (en), multi-instrumentiste et vocaliste américaine
- Shira Lazar (en) (née en 1983), personnalité télévisuelle canadienne
- Shira Naor (en) (née en 1993), actrice israélienne
- Shira Nayman (en) (née en 1960), nouvelliste sud-africaine
- Shira Perlmutter (née en 1956), avocate et professeure américaine
- Shira Piven (en) (née en 1961), productrice et actrice américaine
- Shira Rishony (née en 1991), judokate israélienne
- Shira Scheindlin (en) (née en 1946), procureure américaine de l'État de New York
- Shira Tarrant (née en 1963), écrivaine américaine
- Shira Willner (en) (née en 1993), patineuse artistique allemande